# 78830 Simonadirubbo
78830 Simonadirubbo è un asteroide della fascia principale. Scoperto nel 2003, presenta un'orbita caratterizzata da un semiasse maggiore pari a 2,9879366 au e da un'eccentricità di 0,0740335, inclinata di 8,16130° rispetto all'eclittica.